# 镇海区中医医院
镇海区中医医院又名镇海区龙赛医疗集团总院，是浙江省宁波市镇海区一家公立中医院。前身为1953年2月成立的城关区中西联合诊所，1954年迁入人民路，1970年5月改为城关镇卫生院:787，1990年5月成立中医院。2005年11月，医院成为二级乙等中医院，2008年12月30日迁入位于环城西路51号的新院址:1503。2019年，镇海区实施医共体建设，镇海区中医医院作为牵头医院，联合镇海区龙赛医院及招宝山街道、蛟川街道社区卫生服务中心成立镇海区龙赛医疗集团并成为医疗集团总院。2017年7月，医院与上海中医药大学附属龙华医院合作，成为该医院宁波分院。2022年，医院与宁波市第二医院合作，成为宁波市第二医院镇海分院。2024年1月，医院成为三级乙等中医医院。